# Otilia Bădescu
Otilia Bădescu je bivša rumunjska stolnotenisačica. Višestruka je prvakinja staroga kontinenta. Rođena je u Bukureštu, gdje je i odrasla. Ima mlađeg brata (rođen 1983.). Nastupala je na Olimpijskim igrama 1992., 1996., 2000. i 2004., no bez zapaženijih uspjeaha.